# Lettja
Lettja är en sjö i Gällivare kommun i Lappland och ingår i Kalixälvens huvudavrinningsområde. Sjön har en area på 0,133 kvadratkilometer och ligger 383,3 meter över havet. Lettja ligger i Torne och Kalix älvsystem Natura 2000-område. Sjön avvattnas av vattendraget Kivijoki (Moskojoki).

## Delavrinningsområde
Lettja ingår i det delavrinningsområde (748627-172909) som SMHI kallar för Inloppet i Sulajärvi. Medelhöjden är 398 meter över havet och ytan är 12,38 kvadratkilometer. Räknas de 15 avrinningsområdena uppströms in blir den ackumulerade arean 156,8 kvadratkilometer. Kivijoki (Moskojoki) som avvattnar avrinningsområdet har biflödesordning 2, vilket innebär att vattnet flödar genom totalt 2 vattendrag innan det når havet efter 295 kilometer. Avrinningsområdet består mestadels av skog (67 procent) och sankmarker (26 procent). Avrinningsområdet har 0,81 kvadratkilometer vattenytor vilket ger det en sjöprocent på 6,5 procent.